# Nomada tsunekiana
Nomada tsunekiana är en biart som beskrevs av Schwarz 1999. Nomada tsunekiana ingår i släktet gökbin, och familjen långtungebin. Inga underarter finns listade i Catalogue of Life.